# Cletocamptus gravihiatus
Cletocamptus gravihiatus är en kräftdjursart som först beskrevs av Shen och Shih-Mei Sung 1963.  Cletocamptus gravihiatus ingår i släktet Cletocamptus och familjen Cletodidae. Inga underarter finns listade i Catalogue of Life.